# Warren Kealoha
Warren Paoa Kealoha, conegut com a Warren Kealoha, (Honolulu, Estats Units 1904 - íd. 1972) fou un nedador nord-americà, guanyador de dues medalles olímpiques d'or.

## Biografia
Va néixer el 3 de març de 1904 a la ciutat de Honolulu, població situada a l'illa del mateix nom a l'estat de Hawaii. No tenia cap relació de parentesc amb el també nedador i medallista olímpic Pua Kealoha.

## Carrera esportiva
Va participar, als 16 anys, en els Jocs Olímpics d'Estiu de 1920 realitzats a Anvers (Bèlgica), on va aconseguir guanyar la medalla d'or en la prova dels 100 metres esquena. En els Jocs Olímpics d'Estiu de 1924 realitzats a París (França) aconseguí revalidar el seu títol olímpic, realitzant un nou rècord olímpic amb un temps d'1:13.2 segons.
En retirar-se de la competició activa es retirà a l'illa de Hawaii.